# Инкапье, Пьеро
Пье́ро Марти́н Инкапье́ Ре́йна (исп. Piero Martín Hincapié Reyna; родился 9 января 2002) — эквадорский футболист, центральный защитник немецкого клуба «Байер 04» и национальной сборной Эквадора.

## Клубная карьера
Уроженец Эсмеральдаса, Пьеро начал играть в футбол начал в возрасте семи лет, выступая за местные команды «Эскуэла Рефинерия», «Эмелек Эсмеральдас» и «Барселона Эсмеральдас». В возрасте 10 лет стал игроком клуба «Норте Америка» из Гуаякиля.  Год спустя перешёл в футбольную академию  клуба «Депортиво Асогес», а в ноябре 2016 года присоединился к молодёжной команде «Индепендьенте дель Валье». 10 августа 2019 года дебютировал в основном составе «Индепендьенте дель Валье» в матче эквадорской Серии A против «Мушук Руна».
20 августа 2020 года перешёл в аргентинский клуб «Тальерес». 13 февраля 2021 года дебютировал за «Тальерес» в матче против «Патронато».
16 августа 2021 года перешёл в немецкий клуб «Байер 04», подписав пятилетний контракт.

## Карьера в сборной
В 2017 году вызывался в сборную Эквадора до 15 лет. В 2019 году был капитаном сборной Эквадора до 17 лет на юношеском чемпионате Южной Америки в Перу (7 матчей), после чего также сыграл на юношеском чемпионате мира в Бразилии (4 матча).
13 июня 2021 года дебютировал в составе главной национальной сборной Эквадора в матче Кубка Америки против сборной Колумбии. На Кубке Америки 2021 года провёл 5 матчей.

## Статистика

### Сборная
| Эквадор | Эквадор | Эквадор |
| Год     | Игры    | Голы    |
| ------- | ------- | ------- |
| 2021    | 12      | 1       |
| 2022    | 12      | 0       |
| Всего   | 24      | 1       |

| №  | Дата                | Оппонент          | Счёт | Голы | Ассисты | Карточки | Минуты    | Соревнование                    |
| -- | ------------------- | ----------------- | ---- | ---- | ------- | -------- | --------- | ------------------------------- |
| 1  | 12 октября 2018     | Катар             | 3:4  | —    | —       | —        | 45'( 46') | Товарищеский матч               |
| 2  | 16 октября 2018     | Оман              | 0:0  | —    | —       | —        | 45'( 46') | Товарищеский матч               |
| 3  | 27 марта 2019       | Гондурас          | 0:0  | —    | —       | —        | 10'( 80') | Товарищеский матч               |
| 4  | 9 октября 2020      | Аргентина         | 0:1  | —    | —       | —        | 45'( 46') | Отбор ЧМ-2022-КОНМЕБОЛ          |
| 5  | 13 октября 2020     | Уругвай           | 4:2  | —    | —       | —        | 90'       | Отбор ЧМ-2022-КОНМЕБОЛ          |
| 6  | 12 ноября 2020      | Боливия           | 3:2  | —    | —       | —        | 90'       | Отбор ЧМ-2022-КОНМЕБОЛ          |
| 7  | 17 ноября 2020      | Колумбия          | 6:1  | —    | —       | —        | 3'( 87')  | Отбор ЧМ-2022-КОНМЕБОЛ          |
| 8  | 5 июня 2021         | Бразилия          | 0:2  | —    | —       | 27'      | 90'       | Отбор ЧМ-2022-КОНМЕБОЛ          |
| 9  | 8 июня 2021         | Перу              | 1:2  | —    | —       | —        | 45'( 46') | Отбор ЧМ-2022-КОНМЕБОЛ          |
| 10 | 14 июня 2021        | Колумбия          | 0:1  | —    | —       | —        | 90'       | Кубок Америки 2021 (группа В)   |
| 11 | 20 июня 2021        | Венесуэла         | 2:2  | —    | —       | 45'      | 90'       | Кубок Америки 2021 (группа В)   |
| 12 | 23 июня 2021        | Перу              | 2:2  | —    | —       | —        | 90'       | Кубок Америки 2021 (группа В)   |
| 13 | 27 июня 2021        | Бразилия          | 1:1  | —    | —       | —        | 90'       | Кубок Америки 2021 (группа В)   |
| 14 | 4 июля 2021         | Аргентина         | 0:3  | —    | —       | 20'      | 83'( 83') | Кубок Америки 2021 (1/4 финала) |
| 15 | 8 октября 2021      | Боливия           | 3:0  | —    | —       | —        | 41'( 49') | Отбор ЧМ-2022-КОНМЕБОЛ          |
| 16 | 10 октября 2021     | Венесуэла         | 1:2  | —    | —       | —        | 65'( 65') | Отбор ЧМ-2022-КОНМЕБОЛ          |
| 17 | 14 октября 2021     | Колумбия          | 0:0  | —    | —       | —        | 87'( 87') | Отбор ЧМ-2022-КОНМЕБОЛ          |
| 18 | 27 января 2022      | Бразилия          | 1:1  | —    | —       | —        | 66'( 66') | Отбор ЧМ-2022-КОНМЕБОЛ          |
| 19 | 2 февраля 2022      | Перу              | 1:1  | —    | —       | —        | 81'( 81') | Отбор ЧМ-2022-КОНМЕБОЛ          |
| 20 | 25 марта 2022       | Парагвай          | 1:3  | —    | —       | —        | 45'( 45') | Отбор ЧМ-2022-КОНМЕБОЛ          |
| 21 | 30 марта 2022       | Аргентина         | 1:1  | —    | —       | —        | 8'( 82')  | Отбор ЧМ-2022-КОНМЕБОЛ          |
| 22 | 3 июня 2022         | Нигерия           | 1:0  | —    | —       | —        | 45'( 45') | Товарищеский матч               |
| 23 | 12 июня 2022        | Кабо-Верде        | 1:0  | —    | —       | —        | 29'( 61') | Товарищеский матч               |
| 24 | 23 сентября 2022    | Саудовская Аравия | 0:0  | —    | —       | —        | 66'( 66') | Товарищеский матч               |
| 25 | 20 ноября 2022 года | Катар             | 2:0  | —    | 1       | —        | 90'       | ЧМ-2022 (группа A)              |
| 26 | 25 ноября 2022 года | Нидерланды        | 1:1  | —    | —       | —        | 90'       | ЧМ-2022 (группа A)              |
| 27 | 29 ноября 2022 года | Сенегал           | 1:2  | —    | —       | —        | 90'       | ЧМ-2022 (группа A)              |

Итого: сыграно матчей: 24 / забито голов: 1; победы: 7, ничьи: 11, поражения: 9.

## Достижения
«Байер 04»
- Чемпион Германии: 2023/24
- Обладатель Кубка Германии: 2023/24
- Обладатель Суперкубка Германии: 2024